# Конструктивна евристика
Конструктивна евристика е термин от областта на математическата оптимизация, означаващ вид евристичен метод, който започва от празно (нулево) решение и итеративно конструира и разширява текущото (частично) решение, докато намери пълно решение. Конструктивните евристики се различават от евристиките с локално търсене, които започват от дадено пълно решение и се опитват с търсене на локални оптимуми да го подобрят.
Сред примерите за конструктивни евристики, разработени за известни оптимизационни проблеми, са flow shop scheduling (проблем за планиране на поточна линия), vehicle routing problem (проблем за маршрутизация на превозното средство), и други.